# Bryobia macrotibialis
Bryobia macrotibialis är en spindeldjursart som beskrevs av Mathys 1962. Bryobia macrotibialis ingår i släktet Bryobia och familjen Tetranychidae. Inga underarter finns listade.